# Philip Lutley Sclater
Philip Lutley Sclater (Porto San Giorgio, 1829. november 4. – Torino, 1913. június 27.) angol ügyvéd és zoológus volt. Zoológiai szakmunkákban nevének rövidítése: „Sclater”. A zoológiában szakértő ornitológus volt, meghatározta a világ legfőbb zoogeográfiai régióit. A londoni Zoológiai Társaság titkára 42 évig, 1860-tól 1902-ig.

## Tiszteletére elnevezett taxonok
- Hylophilus sclateri
- Picumnus sclateri
- Pseudocolopteryx sclateri
- Poecile sclateri
- Cacicus sclateri
- Phyllomyias sclateri
- Asthenes sclateri
- Nonnula sclateri
- Forpus sclateri
- Doliornis sclateri
- Loriculus sclateri
- Eudyptes sclateri
- Lophophorus sclateri
- Chasiempis sclateri
- Sclateria naevia
- Myrmotherula sclateri
- Pheugopedius sclateri
- Spizocorys sclateri
- Myzomela sclateri
- Meliarchus sclateri